# Liste des unités de Pennsylvanie de la guerre de Sécession
C'est une liste des régiments de Pennsylvanie de la guerre de Sécession.

## Infanterie

### Infanterie volontaire
Remarque : Il y a des « trous » dans la numérotation des régiments d'infanterie. C'est parce que la Pennsylvanie a numéroté tous les régiments, indépendamment de la branche, dans l'ordre suivant le moment où le régiment est levé. Par exemple, le 6th Cavalry est également numéroté 70th Volunteer Régiment puisqu'il a été levé entre le 69th Infantry et le 71st Infantry, ainsi il n'y a pas de 70th Infantry.
- 1st Regiment
- 2nd Regiment
- 3rd Regiment
- 4th Regiment
- 5th Regiment
- 6th Regiment
- 7th Regiment
- 8th Regiment
- 9th Regiment
- 10th Regiment
- 11th Regiment
- 12th Regiment
- 13th Regiment
- 14th Regiment
- 15th Regiment
- 16th Regiment
- 17th Regiment
- 18th Regiment
- 19th Regiment
- 20th Regiment
- 21st Regiment
- 22nd Regiment
- 23rd Regiment
- 24th Regiment
- 25th Regiment
- 26th Regiment
- 27th Regiment
- 28th Regiment
- 29th Regiment
- 30th through 44th Regiment – voir section #Réserves de Pennsylvanie infra
- 45th Regiment
- 46th Regiment
- 47th Regiment
- 48th Regiment
- 49th Regiment
- 50th Regiment
- 51st Regiment
- 52nd Regiment
- 53rd Regiment
- 54th Regiment
- 55th Regiment
- 56th Regiment
- 57th Regiment
- 58th Regiment
- 61st Regiment
- 62nd Regiment
- 63rd Regiment
- 66th Regiment
- 67th Regiment
- 68th Regiment
- 69th Regiment (initialement 2nd California Infantry)
- 71st Regiment (initialement 1st California Infantry)
- 72nd Regiment (initialement 3rd California Infantry)
- 73rd Regiment
- 74th Regiment
- 75th Regiment
- 76th Regiment
- 77th Regiment
- 78th Regiment
- 79th Regiment
- 81st Regiment
- 82nd Regiment
- 83rd Regiment
- 84th Regiment
- 85th Regiment
- 86th Regiment - n'est pas parvenu à compléter son organisation
- 87th Regiment
- 88th Regiment
- 90th Regiment
- 91st Regiment
- 93rd Regiment
- 94th Regiment
- 95th Regiment
- 96th Regiment
- 97th Regiment
- 98th Regiment
- 99th Regiment
- 100th Regiment
- 101st Regiment
- 102nd Regiment
- 103rd Regiment
- 104th Regiment
- 105th Regiment - The Wildcat Regiment
- 106th Regiment (initialement le 5th California Infantry)
- 107th Regiment
- 109th Regiment
- 110th Regiment
- 111th Regiment
- 112th Regiment - voir 2nd Heavy Artillery
- 113th Regiment - voir 12th Cavalry
- 114th Regiment
- 115th Regiment
- 116th Regiment
- 118th Regiment
- 119th Regiment
- 120th Regiment - n'est pas parvenu à compléter son organisation
- 121st Regiment
- 122nd Regiment
- 123rd Regiment
- 124th Regiment
- 125th Regiment
- 126th Regiment
- 127th Regiment
- 128th Regiment
- 129th Regiment
- 130th Regiment
- 131st Regiment
- 132nd Regiment
- 133rd Regiment
- 134th Regiment
- 135th Regiment
- 136th Regiment
- 137th Regiment
- 138th Regiment
- 139th Regiment
- 140th Regiment
- 141st Regiment
- 142nd Regiment
- 143rd Regiment
- 144th Regiment
- 145th Regiment
- 146th Regiment - n'est pas parvenu à compléter son organisation
- 147th Regiment
- 148th Regiment
- 149th Regiment
- 150th Regiment
- 151st Regiment
- 152nd Regiment
- 153rd Regiment
- 154th Regiment
- 155th Regiment
- 156th Regiment
- 157th Regiment
- 158th Regiment
- 164th Regiment
- 165th Regiment
- 166th Regiment
- 167th Regiment
- 168th Regiment
- 169th Regiment
- 170th Regiment
- 171st Regiment
- 172nd Regiment
- 173rd Regiment
- 174th Regiment
- 175th Regiment
- 176th Regiment
- 177th Regiment
- 178th Regiment
- 179th Regiment
- 183rd Regiment
- 184th Regiment
- 186th Regiment
- 187th Regiment
- 188th Regiment
- 189th Regiment
- 190th Regiment
- 191st Regiment
- 192nd Regiment
- 193rd Regiment
- 194th Regiment
- 195th Regiment
- 196th Regiment
- 197th Regiment
- 198th Regiment
- 199th Regiment
- 200th Regiment
- 201st Regiment
- 202nd Regiment
- 203rd Regiment
- 205th Regiment
- 206th Regiment
- 207th Regiment
- 208th Regiment
- 209th Regiment
- 210th Regiment
- 211th Regiment
- 213th Regiment
- 214th Regiment
- 215th Regiment
- Erie Regiment

### U.S. Colored Troops
- 3rd Regiment
- 6th Regiment
- 8th Regiment
- 24th Regiment
- 25th Regiment
- 32nd Regiment
- 41st Regiment
- 43rd Regiment
- 45th Regiment
- 127th Regiment

### Réserves de Pennsylvanie
- 1st Reserves (30th Infantry)
- 2nd Reserves (31st Infantry)
- 3rd Reserves (32nd Infantry)
- 4th Reserves (33rd Infantry)
- 5th Reserves (34th Infantry)
- 6th Reserves (35th Infantry)
- 7th Reserves (36th Infantry)
- 8th Reserves (37th Infantry)
- 9th Reserves (38th Infantry)
- 10th Reserves (39th Infantry)
- 11th Reserves (40th Infantry)
- 12th Reserves (41st Infantry)
- 13th Reserves (42nd Infantry) - (1st Pennsylvania Rifles, "Bucktails")
- 14th Reserves (1st Light Artillery) (43rd Volunteers)
- 15th Reserves (1st Cavalry) (44th Volunteers)

### Autres
- Brigde de Philadelphie (brigade de Californie) (69th, 71st, 72nd et 106th Infantry)
- Compagnie indépendante de Southard, infanterie de couleur

## Cavalerie
- 1st Pennsylvania Cavalry -- voir « 15th Reserves »
- 2nd Pennsylvania Cavalry -- (59th Volunteers)
- 3rd Pennsylvania Cavalry
- 4th Pennsylvania Cavalry
- 5th Pennsylvania Cavalry -- ("65th Volunteers")
- 6th Pennsylvania Cavalry
- 7th Pennsylvania Cavalry
- 8th Pennsylvania Cavalry -- ("89th Volunteers")
- 9th Pennsylvania Cavalry
- 10th Pennsylvania Cavalry
- 11th Pennsylvania Cavalry -- ("108th Volunteers")
- 12th Pennsylvania Cavalry
- 13th Pennsylvania Cavalry -- ("117th Volunteers")
- 14th Pennsylvania Cavalry
- 15th Pennsylvania Cavalry -- ("160th Volunteers")
- 16th Pennsylvania Cavalry -- ("161st Volunteers")
- 17th Pennsylvania Cavalry
- 18th Pennsylvania Cavalry
- 19th Pennsylvania Cavalry
- 20th Pennsylvania Cavalry -- ("181st Volunteers")
- 21st Pennsylvania Cavalry
- 22nd Pennsylvania Cavalry
- 1st Pennsylvania Provisional Cavalry
- 2nd Pennsylvania Provisional Cavalry
- 3rd Pennsylvania Provisional Cavalry
- Troupe d'Anderson

## Artillerie

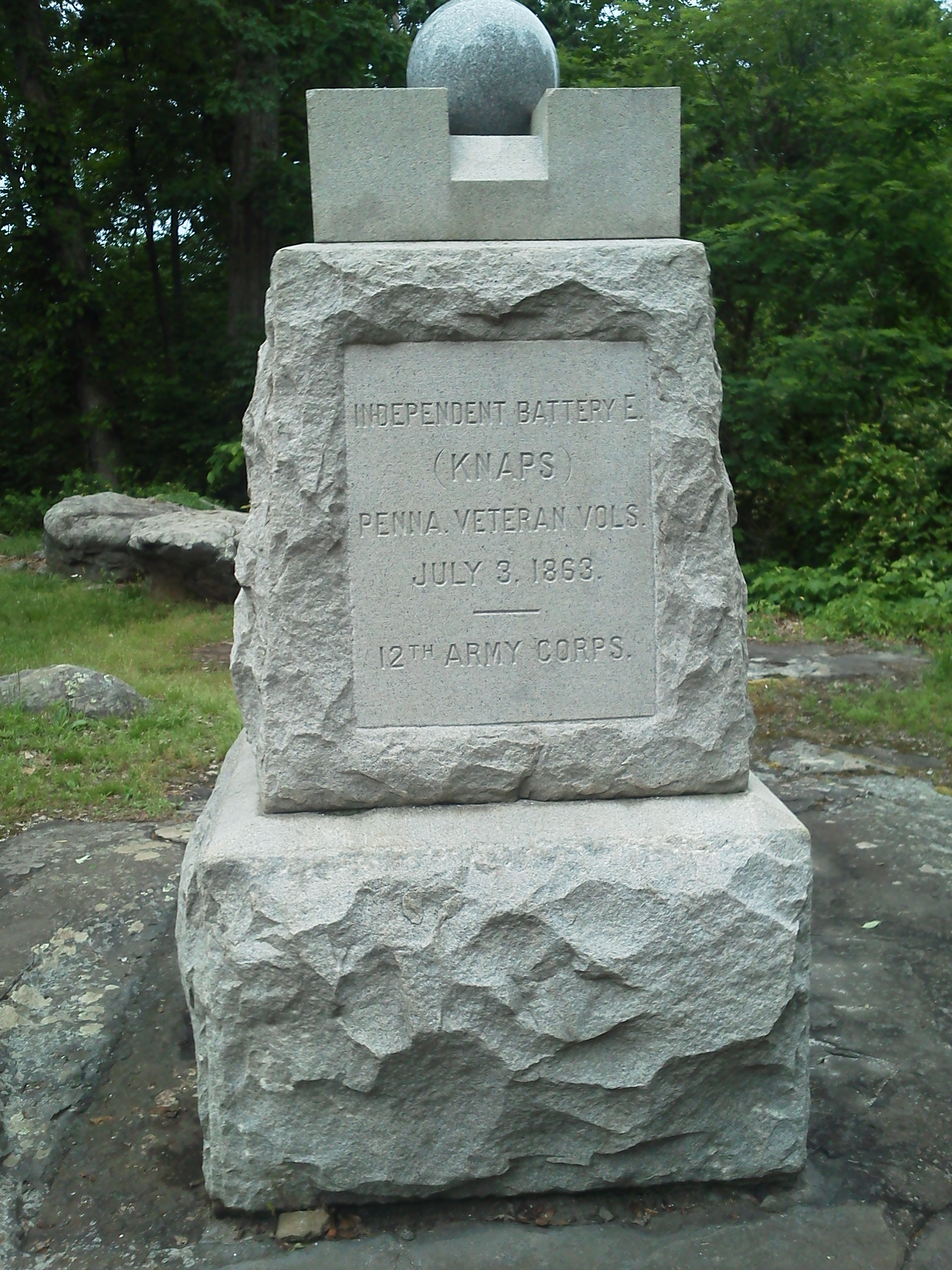
Knap de la Batterie du monument.

### Artillerie légère
- Premier régiment d'artillerie légère (14th Reserves)
  - Batterie A
  - Batterie B
  - Batterie C
  - Batterie D
  - Batterie F

#### Batteries d'artillerie légère indépendante
- Batterie A
- Batterie B (aussi connue comme la batterie de Muehler ou de Stevens, ou le 26th Independent Battery, artillerie de Pennsylvanie)
- Batterie C
- Batterie D
- Batterie E (« batterie de Knap »)
- Batterie F (« batterie de Hampton »)
- Batterie G
- Batterie H
- Batterie I

### Artillerie lourde
- 2nd Pennsylvania Heavy Artillery
- 2nd Pennsylvania Provisional Heavy Artillery
- 3rd Pennsylvania Heavy Artillery
- 5th Pennsylvania Heavy Artillery
- 6th Pennsylvania Heavy Artillery